# Antiradarraket
Een antiradarraket is een type lucht-grondraket gericht tegen radiosignalen uitzendende doelen zoals radar- en stoorsystemen. Het gebruik van dit type wapen ontzegt tegenstanders het gebruik van het elektromagnetisch spectrum voor het opbouwen van een luchtbeeld of het storen van eigen radar- of communicatiesystemen.

## Systeem

### Eenvoudige systemen
De eerste generatie antiradarraketten was eenvoudig van opzet. Het geleidingssysteem van de raket was in staat om de bron van de vijandelijke emissie te bepalen en deze positie als richtpunt te gebruiken. Via een nabijheidsontsteking detoneerde de raket in de buurt van de vijandelijke zender om deze zender uit te schakelen.
De eerste verdediging tegen dit type anti-radarraketten was het uitschakelen van de zender. Bij gebrek aan geleidingsinformatie vervolgde de raket zijn koers via gegist bestek of via een ballistische baan, waarbij de nauwkeurigheid en doeltreffendheid sterk afnamen.

### Systemen met navigatie

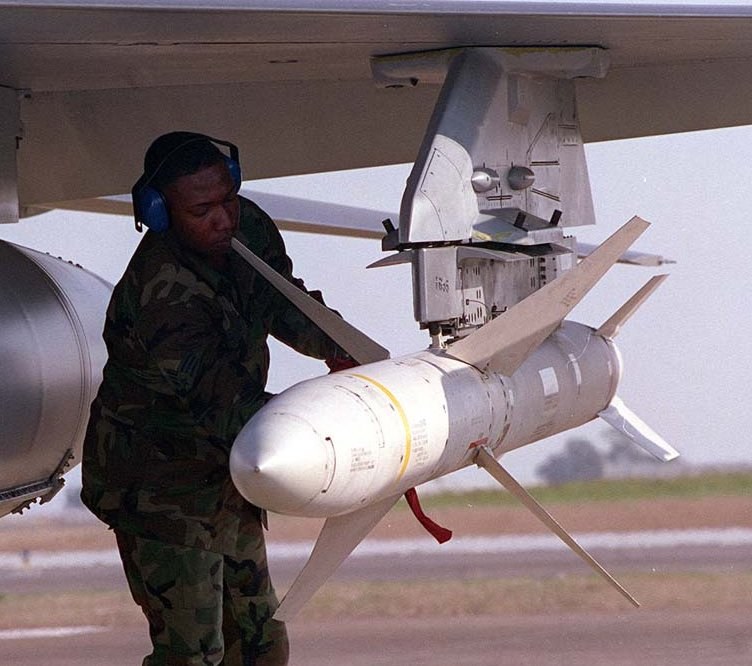
De Amerikaanse AGM-88 HARM-raket onder de vleugel van een gevechtsvliegtuig.

Als gevolg werden meer intelligente raketten ontwikkeld die werden uitgerust met een traagheidsnavigatiesysteem. Als die een radar opmerken onthouden ze de positie ervan. Als de radar dan wordt uitgeschakeld kunnen ze erop in blijven vliegen met behulp van het navigatiesysteem.
Doch, als de doelwitradar snel wordt uitgeschakeld en dit lange tijd blijft wordt de kans dat de raket verkeerd vliegt sterk groter.

### Systemen met vertraging
Daarom hebben sommige antiradarraketten een systeem om in dat geval ter plaatse te blijven hangen tot de radar terug geactiveerd wordt. De Britse ALARM-raket heeft hiervoor een parachute. De geannuleerde Amerikaanse AGM-136 Tacit Rainbow zou gewoon rondjes hebben gevlogen.

### Snelheid
Dan nog is het belangrijk dat de raket een hoge snelheid heeft. Sommige luchtverdedigingssystemen kunnen luchtdoelraketten lanceren die mach 6 bereiken. In dat geval zou de antiradarraket zelf ruim op voorhand vernietigd kunnen worden.

## Andere typen

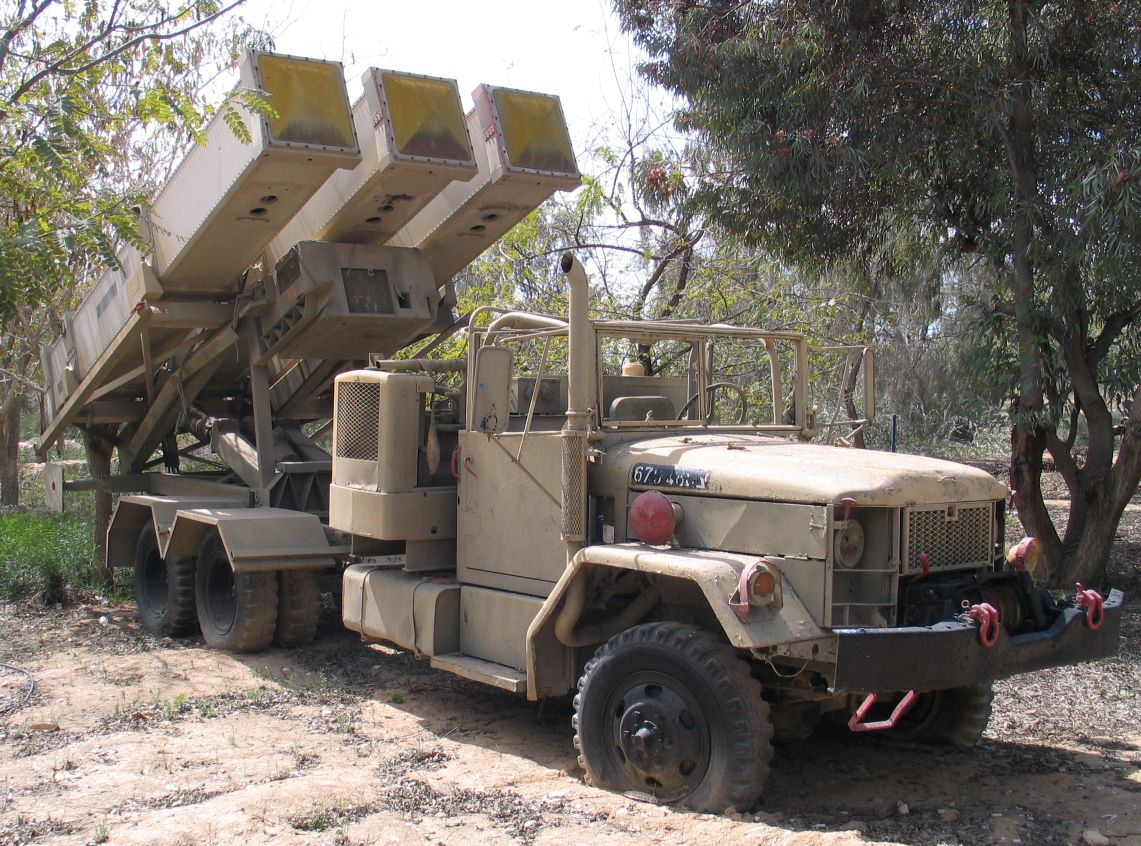
Keres AGM-78 Standard ARM-luchtdoellanceerinrichting in het museum van de Israëlische luchtmacht.

Naast de meest voorkomende lucht-grondantiradarraket bestaan nog andere typen:
- grond-grondraket: deze vanop de grond gelanceerde raketten gebruiken een radarzoeker en zijn daarom moeilijk tegen te gaan met elektronische tegenmaatregelen of antiradarsneeuw.
- luchtdoelraket: om radarstoring door vliegtuigen tegen te gaan werden luchtdoelraketten ontwikkeld die invliegen op de storingsbron.
- lucht-luchtraket: Meer recent werden lucht-luchtantiradarraketten ontwikkeld die radarwaarschuwingssystemen ontwijken en een groter bereik hebben.